# Sanktuarium Matki Bożej z Mellieħy
Sanktuarium Matki Bożej z Mellieħy (malt. Is-Santwarju tal-Madonna tal-Mellieħa, ang. Sanctuary of Our Lady of Mellieħa) – rzymskokatolicki kościół pod wezwaniem Narodzenia Najświętszej Maryi Panny, znajdujący się w miejscowości Mellieħa na Malcie.
Sanktuarium powstało jako naturalna jaskinia, która w nieznanym czasie została konsekrowana jako kościół, a lokalna tradycja wiąże jego powstanie ze starożytnością lub okresem średniowiecza. W ołtarzu kościoła znajduje się fresk w stylu bizantyńskim, który prawdopodobnie pochodzi z końca XII lub początku XIII wieku, i jest uważany za cudowny.
Świątynia stała się kościołem parafialnym na początku XV wieku, i choć później została włączona do innej parafii, w kolejnych stuleciach zachowała swoje znaczenie jako miejsce pielgrzymkowe. Obecny budynek powstawał w różnych etapach między końcem XVI a XVIII wiekiem, obejmując części naturalnej jaskini, w której powstał kościół. Na przestrzeni wieków sanktuarium odwiedziło wiele znanych osób, w tym kilku królów i wicekrólów Sycylii, niektórzy wielcy mistrzowie joannitów i papież Jan Paweł II. 

## Historia
Sanktuarium Matki Bożej z Mellieħy jest najstarszym sanktuarium maryjnym na Malcie i zostało zbudowane na miejscu jaskini, która tradycyjnie jest łączona z ustanowieniem chrześcijaństwa na Malcie. Tradycja mówi, że jaskinia była pierwotnie miejscem kultu nimfy Kalipso, ale stała się miejscem chrześcijańskim po rozbiciu się statku św. Pawła na Malcie w 60 r. Mówi się, że św. Łukasz, który towarzyszył św. Pawłowi, namalował na skalnej ścianie jaskini fresk przedstawiający Maryję Dziewicę. Niektórzy twierdzą, że jaskinia została poświęcona jako kościół przez samego św. Pawła lub przez św. Publiusza.
Inne tradycje mówią, że jaskinia została konsekrowana jako kościół w 402 r. przez biskupów, którzy byli w drodze na synod (prawdopodobnie w Milevum), bądź w 540 r. przez biskupów towarzyszących bizantyńskiemu generałowi Belizariuszowi podczas postoju na Malcie, bądź też w 1091 r. przez biskupów towarzyszących hrabiemu Rogerowi I podczas jego inwazji na Maltę. Faktyczna data konsekracji jako kościoła pozostaje nieznana, ale odnotowano, że konsekracja została upamiętniona inskrypcją w języku greckim i siedmioma krzyżami. Ta pierwsza istniała jeszcze w 1540, ale od tamtej pory zaginęła, podczas gdy krzyże zostały ozdobione w 1620 i przetrwały do dziś.
W wiekach XIV i XV kościół był odwiedzany przez różnych znamienitych ludzi, w tym królów Sycylii Fryderyka III w 1373, Marcina I w 1408 i Alfonsa w 1432, a także wicekrólów Sycylii Lope Ximéneza de Urrea y de Bardaixi w 1468 i Fernando de Acuña y de Herrera w 1490. Kościół był jednym z dziesięciu pierwotnych kościołów parafialnych wymienionych przez biskupa Senatore de Mello w dokumencie z 1436. W 1470 odbyła się pielgrzymka do kościoła po tym, jak Malta cierpiała z powodu trzyletniej suszy.
W XVI wieku wioska Mellieħa została wyludniona po najazdach piratów berberyjskich, zwłaszcza po ataku w 1551. Po tym Mellieħa przestała być niezależną parafią i została wchłonięta przez parafię w Naxxar. Podczas Wielkiego Oblężenia Malty w 1565 kościół podobno odwiedził Don García de Toledo, przywódca sił humanitarnych, które zakończyły oblężenie. Wezwanie sanktuarium zostało następnie zmienione z macierzyństwa Maryi na Narodzenia Najświętszej Maryi Panny.

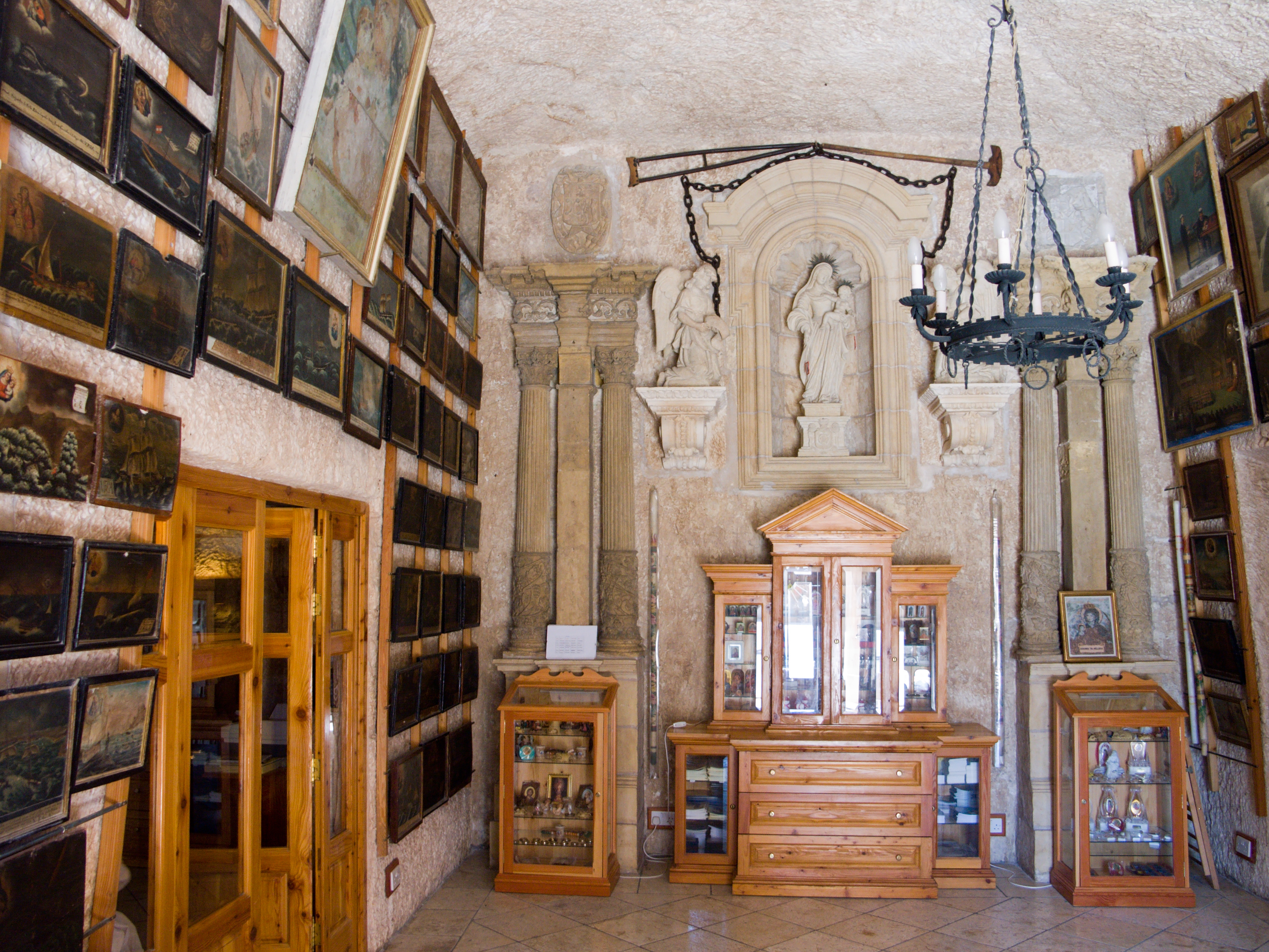
Zakrystia sanktuarium z obrazami ex-voto na ścianach

W 1584 augustianin Aurelio Axiak otrzymał pozwolenie na objęcie pieczy nad sanktuarium i założenie klasztoru. Trzy lata później sanktuarium zostało powierzone księdzu Bernardowi Cassarowi, który został jego rektorem w 1603. W lipcu 1614 kościół został splądrowany podczas ataku osmańskiego, a główny fresk i niektóre posągi zostały uszkodzone. Przekazy mówią, że wielki mistrz Alof de Wignacourt po ataku regularnie odwiedzał kościół, a objawy kultu w sanktuarium wzrosły.

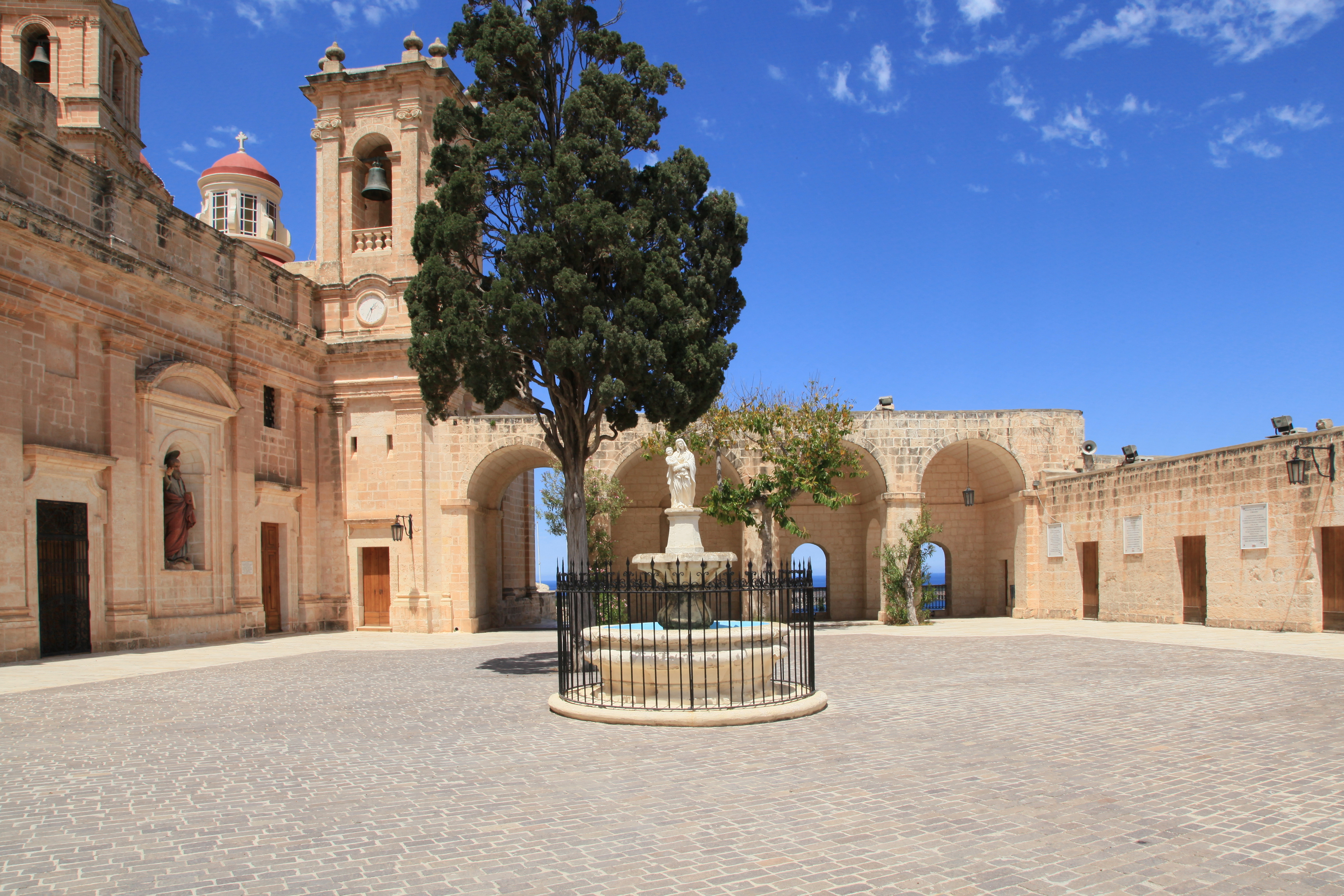
Dziedziniec prowadzący do sanktuarium

W 1644 sycylijski handlarz winem Mario De Vasi powiększył i upiększył kościół, a także zapłacił za wykucie w pobliżu w skale krypty znanej jako Il-Madonna tal-Għar (lub Il-Madonna tal-Grotta). Sanktuarium zostało ponownie powiększone w 1747, a 21 maja tego roku budynek został ponownie konsekrowany przez biskupa de Bussan.
Po wygaśnięciu epidemii dżumy w 1814 mieszkańcy Valletty odbyli dziękczynną pielgrzymkę do sanktuarium. Mellieħa odzyskała status parafii w 1844 i pod koniec XIX wieku nowy kościół parafialny pod wezwaniem Narodzenia Najświętszej Maryi Panny został zbudowany w pobliżu sanktuarium. Podczas epidemii cholery w 1888 odbyła się pielgrzymka błagalna do sanktuarium, a kolejna narodowa pielgrzymka została zorganizowana w 1949. Podczas swej wizyty na Malcie 26 maja 1990 papież Jan Paweł II odwiedził sanktuarium i poświęcił je. W latach 1999–2000 zostały przeprowadzone prace konserwatorskie.
W maju 2015 Konferencja Episkopatu Malty uznała sanktuarium za Narodowe Sanktuarium Matki Bożej na Malcie.

## Architektura

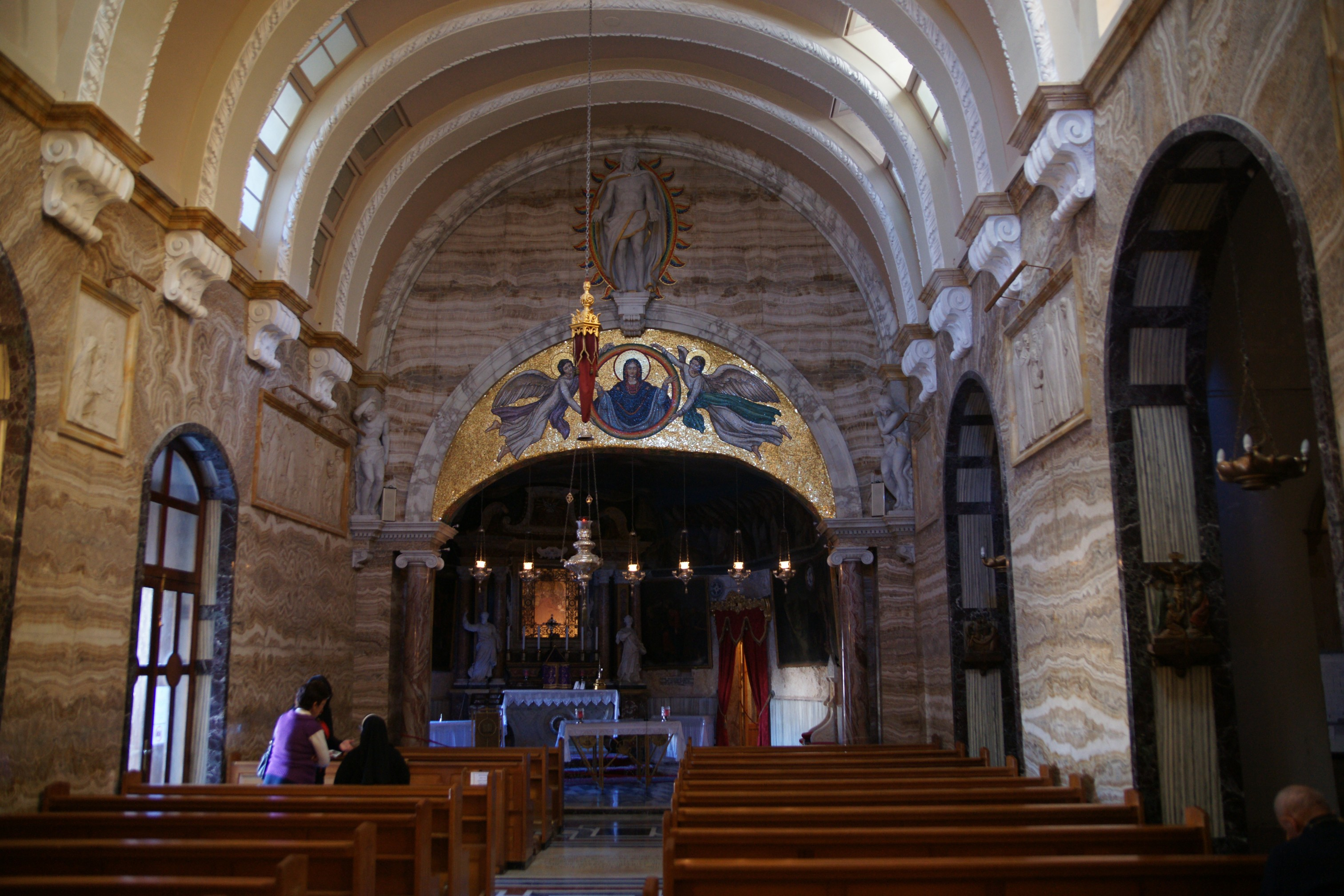
Wnętrze sanktuarium

Sanktuarium w obecnym kształcie było w dużej mierze budowane na różnych etapach między końcem XVI a połową XVIII wieku. Wejście do kompleksu sanktuarium prowadzi przez monumentalną barokową bramę nosząca datę 1719 i zawierającą inskrypcję w języku łacińskim i archaicznym języku maltańskim. Brama prowadzi na dziedziniec, gdzie znajduje się figura Matki Bożej i nisza św. Pawła, oraz loggie, w których pielgrzymi mogli odpocząć.
Dostęp do sanktuarium prowadzi przez łuk pod loggiami. Miejsce to powstało jako naturalna jaskinia, która została później rozbudowana, a części sanktuarium zbudowano z muru, podczas gdy inne wydobyto z naturalnej skały. Główne wejście prowadzi do zakrystii, z której wiedzie tunel z ofiarami ex-voto rozmieszczonymi na jego ścianach. Po lewej stronie tunelu znajduje się niewielka wykuta w skale krypta z XVI wieku. Tunel prowadzi do samego kościoła, którego ściany zdobi marmur. Ołtarz jest naturalną częścią jaskini, a wokół niego dodano marmurowe kolumny.
Kościół ma małą kopułę i pojedynczą dzwonnicę, w której znajdują się trzy dzwony z lat 1712, 1733 i 1857. Zegar na dzwonnicy został wykonany przez Michelangelo Sapiano w 1875 i został opłacony przez rząd brytyjski.

## Dzieła sztuki i relikwie

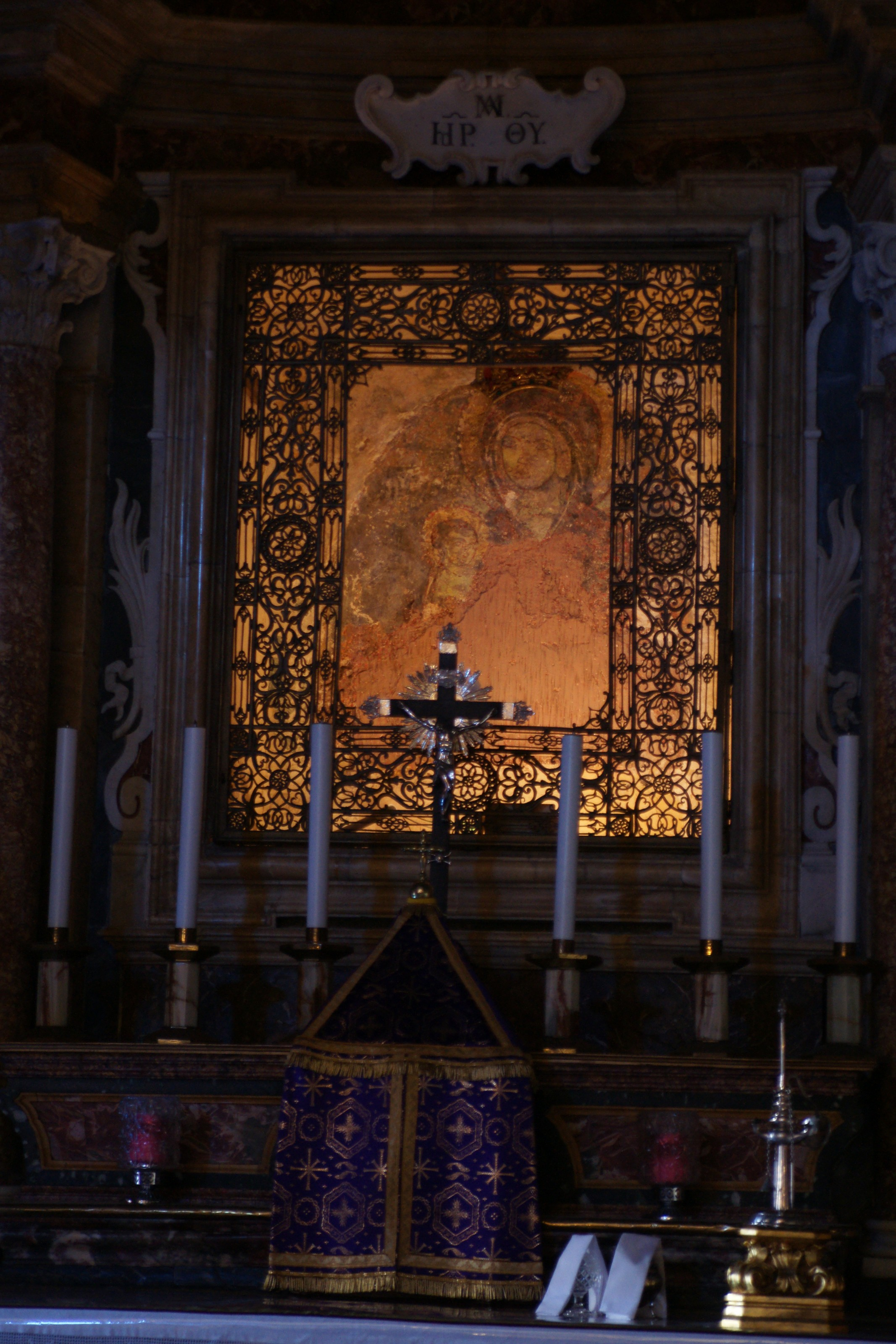
Średniowieczny fresk Matki Bożej z Mellieħy

Nad ołtarzem sanktuarium znajduje się fresk przedstawiający Maryję Dziewicę z Jezusem na prawym ramieniu namalowany bezpośrednio na skale lub na kamiennej płycie umieszczonej we wnęce wykutej w litej skale. Górna połowa tego obrazu jest naprawdę piękna, podczas gdy dolna część została odrestaurowana w kolorze fioletowym, ponieważ została bardzo poważnie zniszczona przez Turków, którzy zaatakowali Sanktuarium w 1614. Tradycja przypisuje ten obraz św. Łukaszowi, ale twierdzenie to jest bezpodstawne. Uważa się, że dzieło sztuki faktycznie pochodzi z końca XII lub początku XIII wieku, a jego styl jest inspirowany sztuką bizantyńską z wpływami sycylijskimi i ma lokalny charakter. Jest to jedno z najstarszych zachowanych na Malcie dzieł sztuki z okresu późnego średniowiecza. Jakiś czas przed 1587 obraz był w tak złym stanie, że został wtedy nadmalowany nowym obrazem.
Wizerunek Matki Boskiej jest uważany za cudowny i został ukoronowany przez biskupa Malty Pietro Pace, biskupa Gozo Giovanniego Marię Camilleri i biskupa pomocniczego Savatore Gaffiero 24 września 1899, po tym, jak papież Leon XIII wydał 29 maja 1895 dekret zezwalający na to. W 1972 konserwator Samuel Bugeja usunął XVI-wieczne przemalowania i odsłonił oryginalne średniowieczne dzieło sztuki. Kopia XVI-wiecznej wersji sporządzona przez Giuseppe Calì znajduje się w zakrystii sanktuarium. Fresk został odrestaurowany ponownie w latach 2012–2016.
Na stropie jaskini wokół ołtarza znajdują się obrazy Salvu Bonniciego. Zostały one odrestaurowane w 1886 przez Ċensu Busuttila, a następnie w 1973 przez Samuela Bugeję. W kościele znajduje się wiele innych dzieł sztuki autorstwa Giuseppe Calleji (Madonna, Nawiedzenie), Antona Falzona (Święty Andrzej, Matka Boża z Góry Karmel, Święty Paweł), Pietru Pawla Caruany (Święty Filip) i prawdopodobnie Stefano Erardiego (Matka Boża Różańcowa), a także kilka obrazów wykonanych przez nieznanych artystów.
W zakrystii i tunelu prowadzącym do kościoła znajduje się wiele obrazów ex-voto i innych darów. Godnym uwagi przykładem jest obraz przedstawiający statek wenecki oraz ikonę Matki Boskiej i Jezusa, mogący pochodzić z klasztoru Kykkos na Cyprze. Ikona mogła zostać sprowadzona na Maltę po zdobyciu Cypru przez Turków w 1571.
Relikwie czterech świętych: Bonifacego, Pii, Wiktora i Kandydy umieszczono w ołtarzu sanktuarium w 1747. W późniejszym czasie Dun Lawrenz Grech Delicata przekazał do sanktuarium relikwie św. Wincentego, po tym jak nabył je za pośrednictwem papieża Piusa VII z katakumb Pryscylli w Rzymie 21 kwietnia 1820.

## Dziedzictwo
W dniu 6 października 1999 MaltaPost wydała znaczek pocztowy i bloczek okolicznościowy z okazji setnej rocznicy koronacji Matki Bożej z Mellieħy. Bloczek przedstawia ołtarz, podczas gdy znaczek ukazuje jeden z obrazów ex-voto. Zestaw trzech znaczków przedstawiających obrazy ex-voto z sanktuarium w Mellieħa z motywami morskimi został również wydany przez MaltaPost 29 lipca 2015.